# Fédération hongroise de basket-ball
La Fédération hongroise de basket-ball ou MKOS, (Magyar Kosarlabdázók Országos Szövetsége) est une association, fondée en 1935, chargée d'organiser, de diriger et de développer le basket-ball en Hongrie.
La MKOS représente le basket-ball auprès des pouvoirs publics ainsi qu'auprès des organismes sportifs nationaux et internationaux et, à ce titre, la Hongrie dans les compétitions internationales. Elle défend également les intérêts moraux et matériels du basket-ball hongrois. Elle est affiliée à la FIBA depuis 1935, ainsi qu'à la FIBA Europe.
La MKOS organise également le championnat national.